# Бурленештська ущелина
Бурланештська ущелина (рум. Defileul Burlănești) — пам'ятка природи геологічного або палеонтологічного типу в Єдинецькому районі Молдови. Розташована на північний захід від села Бурленешть, на ділянці річки Драбища. Має площу 10 га відповідно до Закону про заповідні території або 42,74 га згідно з останніми вимірюваннями. Об'єктом керує мерія комуни Бурленешть.

## Опис
Ущелину вперше дослідив геолог Йон Сухов. Утворювався протягом кількох тисячоліть внаслідок поглиблення річки Драбища за рахунок вапнякового масиву баденського віку в нижній частині рифу та волинського віку у верхній частині. Виявлено викопні колонії мшанок.
Ширина ущелини становить близько 140 м. Схили вкривають кілька печер, у яких виявлено крем'яні знаряддя епохи палеоліту та фрагменти кісток давніх тварин.
Разом з ущелинами Фетешть і Трінка утворює природний комплекс Трінка-Фетешть-Бурленешть у басейні річки Драбища.

## Охоронний статус
Постановою Ради Міністрів Молдавської РСР від 13.03.1962 року № 111 об'єкт взято під охорону держави, а охоронний статус знову підтверджено Постановою Ради Міністрів Молдавської РСР від 8 січня 1975 року № 5 та Законом від 25 лютого 1998 року № 1538 про фонд природних територій, що охороняються державою. Землевласником пам'ятки природи є мерія комуни Бурленешть.
Пам'ятка має освітнє, ландшафтне та туристичне значення та становить науковий інтерес для геологів, археологів, біологів та географів.
Станом на 2016 рік природна територія не має інформаційного щита та маркерів, що розмежовують заповідну територію. Доступ для туристів і любителів відкритий, але не організований.

## Галерея зображень

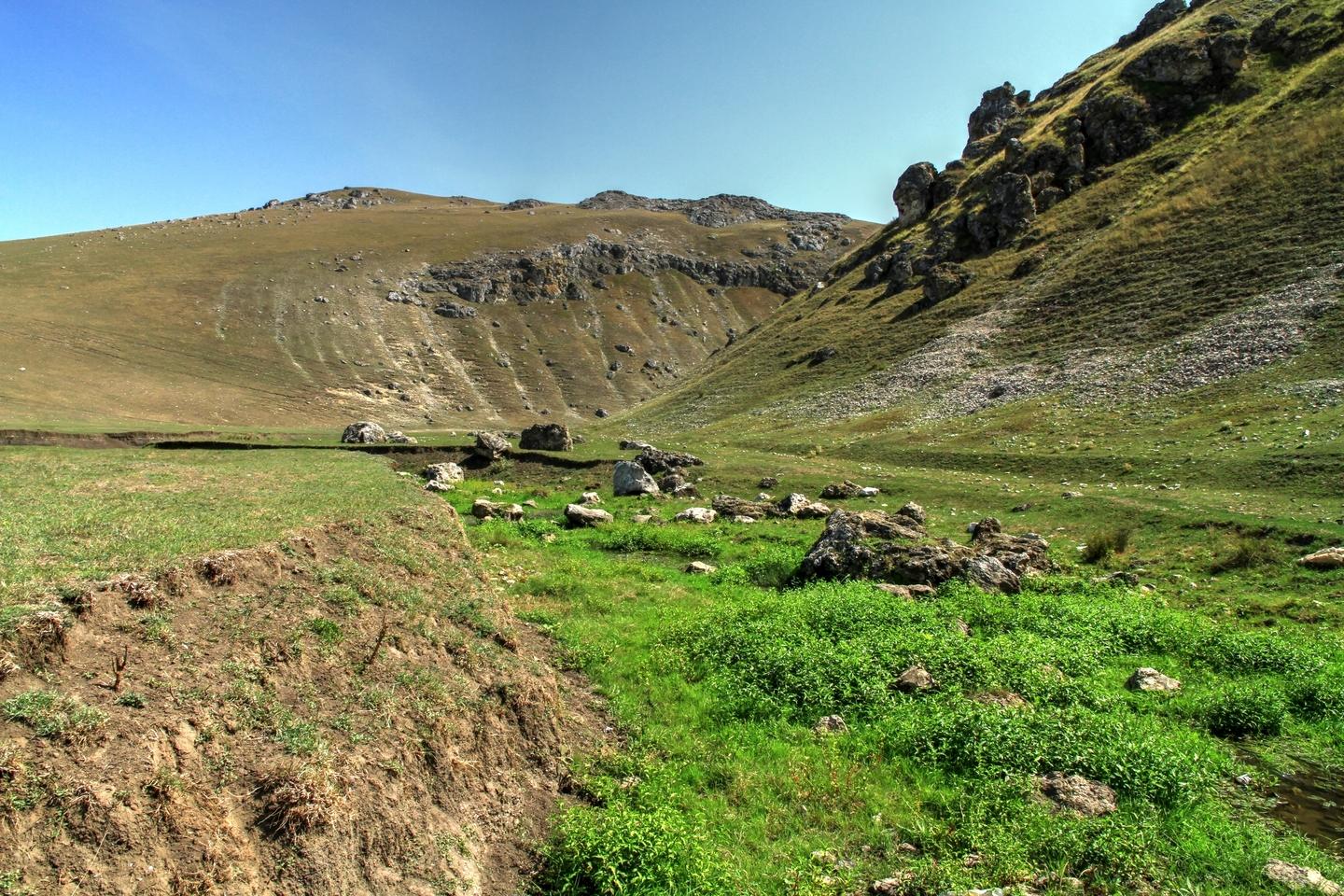
Долина річки Драбища біля ущелин
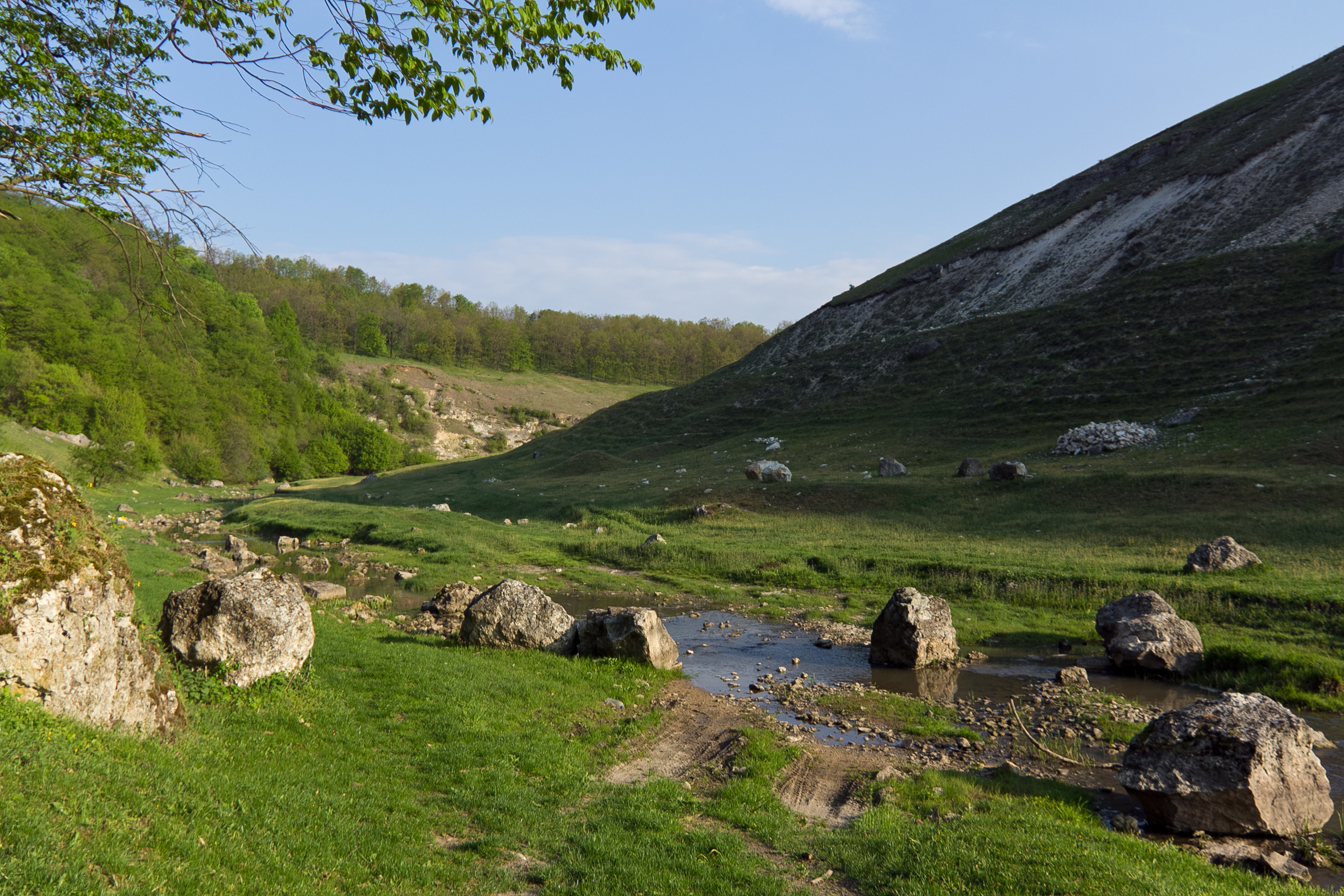
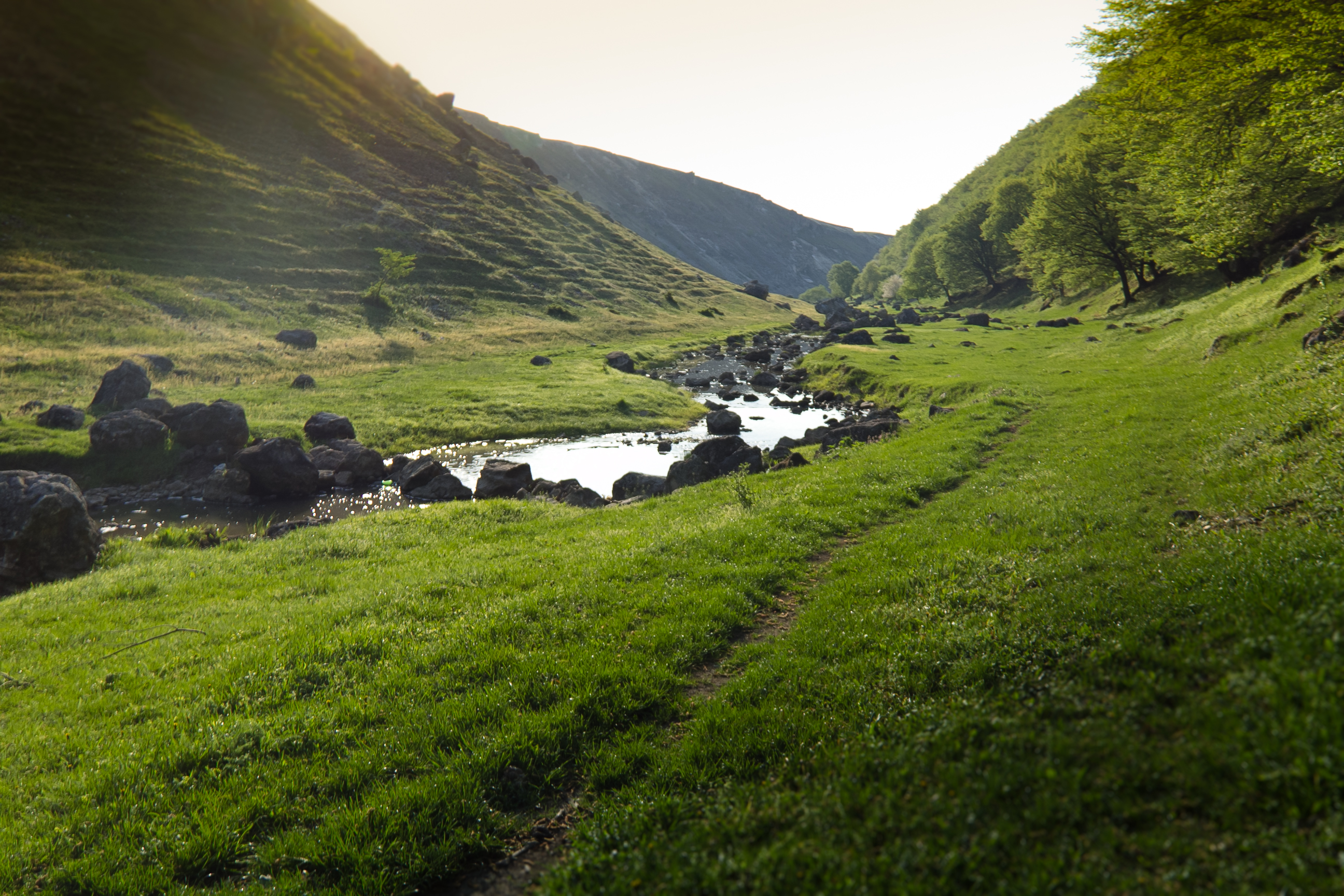
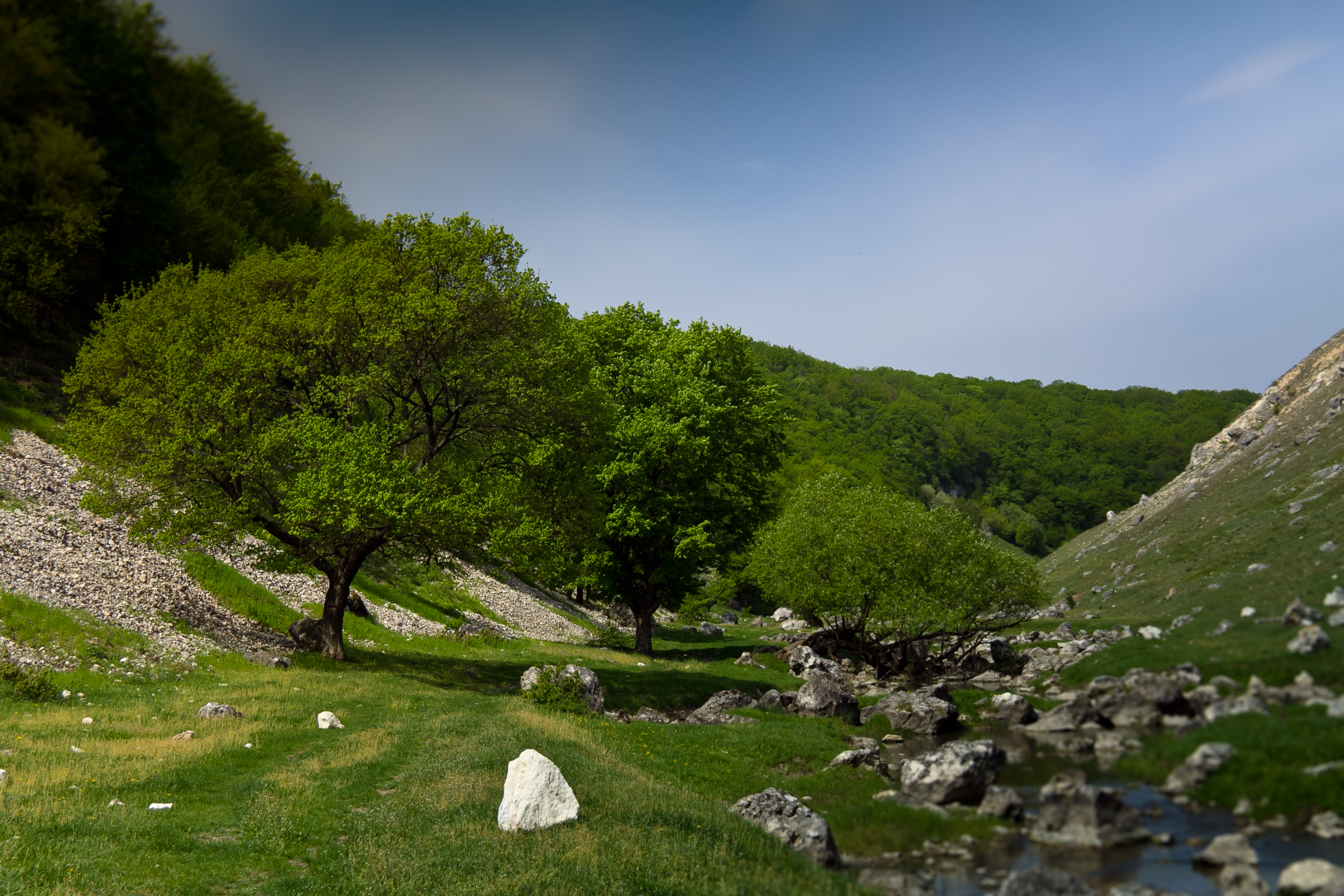
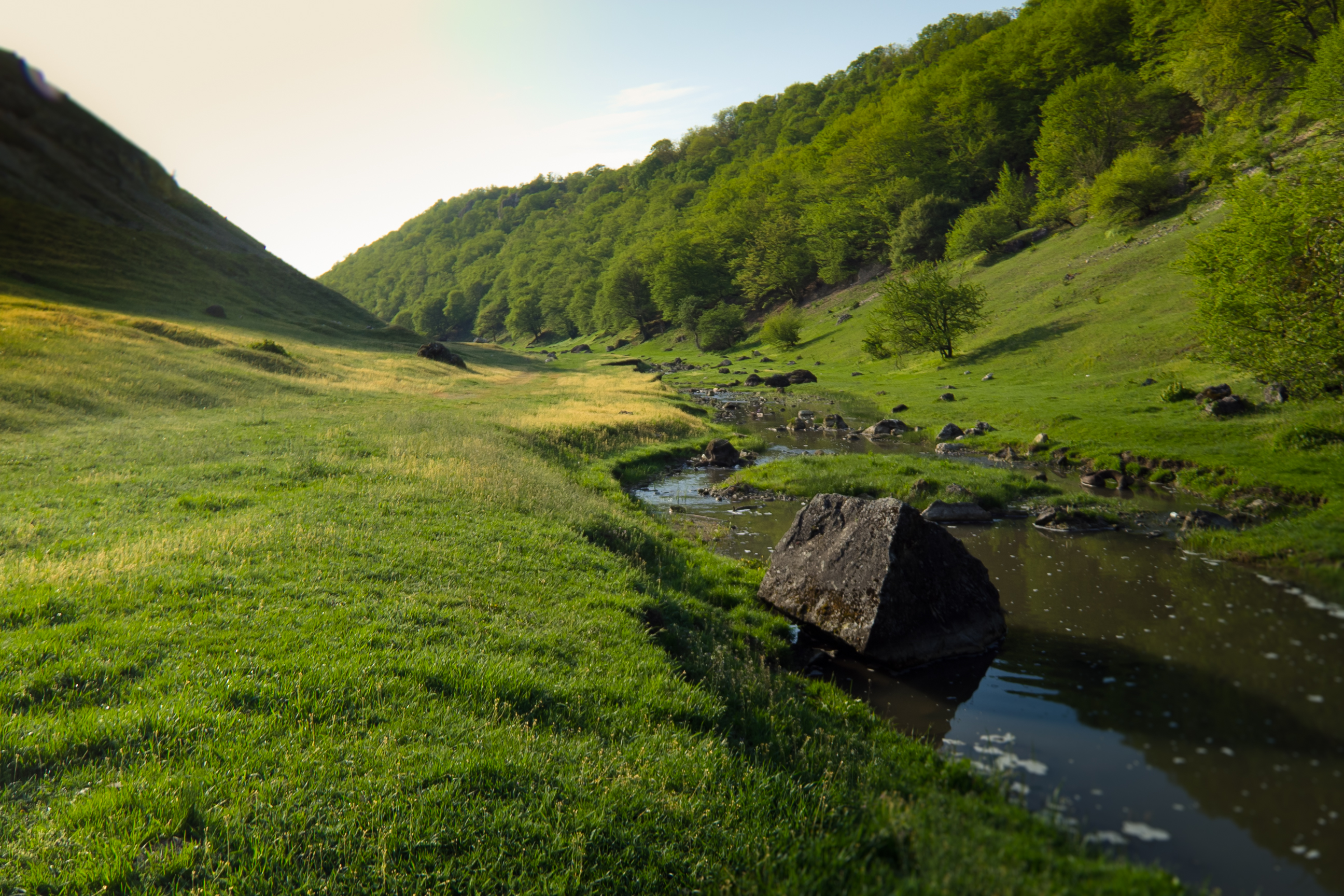
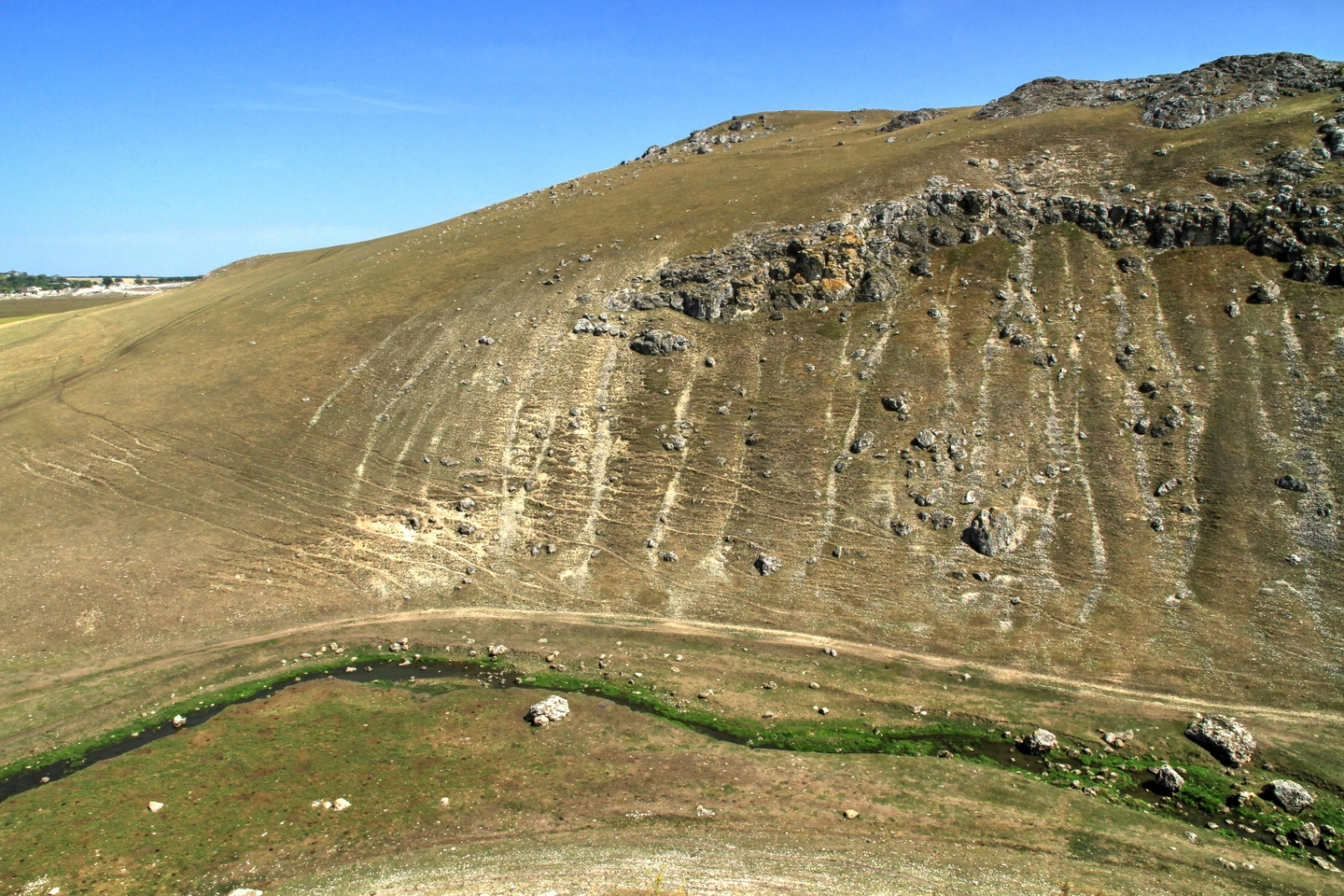
Долина річки Драбища в ущелині, вид з правого схилу
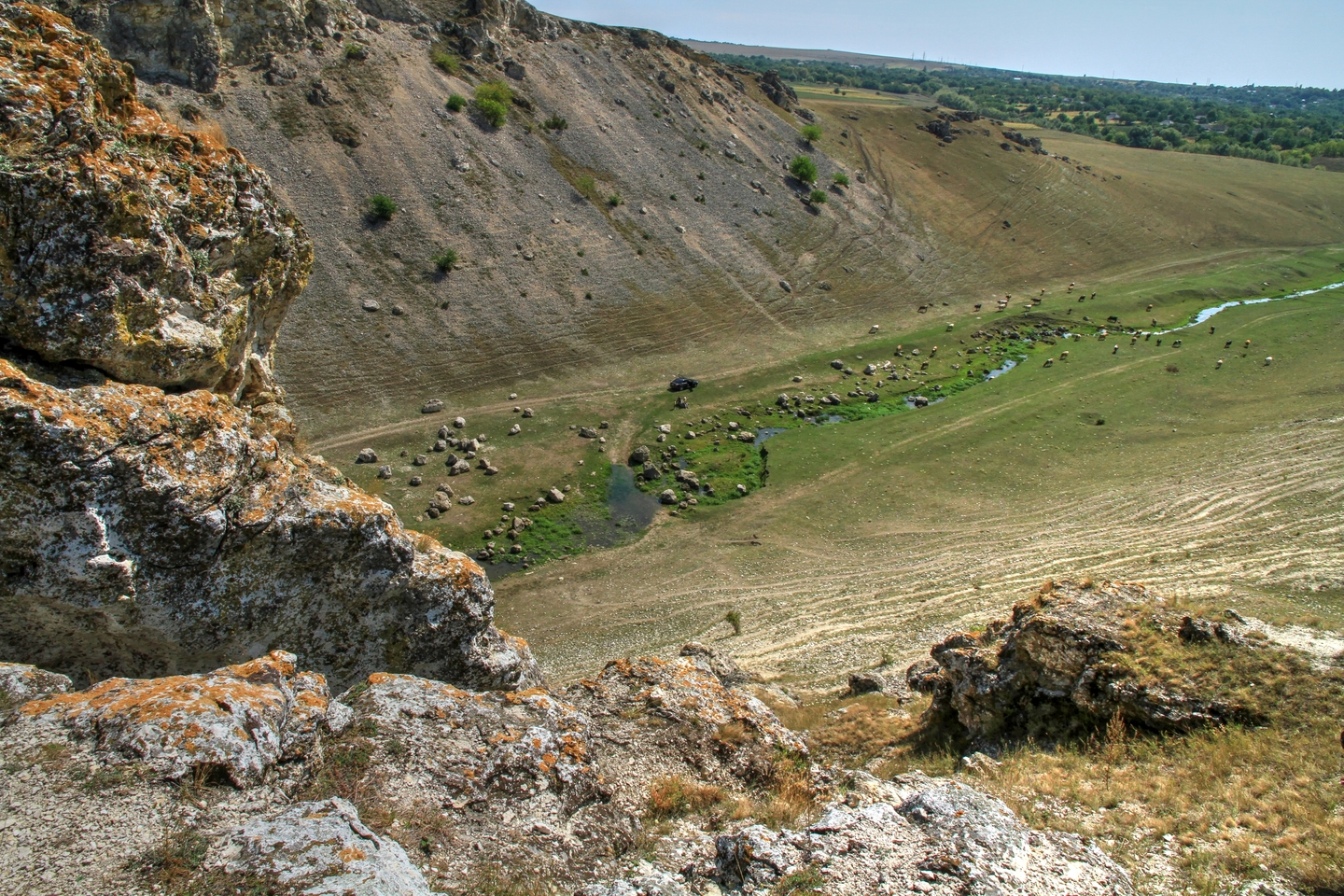